# Mira Jurić
Mira Jurić (1916 — 1992) je bila jugoslovenska fizičarka koja je otkrila hiper jezgro helijuma 8. Bila je šefica Katedre za fiziku na Prirodno-matematičkom fakultetu u Beogradu i Odseka za visoku energiju u Institutu za fiziku.

## Biografija
Mira Jurić je rođena u Travniku (Bosna i Hercegovina). Gimnaziju je završila u Zagrebu, gde je i diplomirala na Filozofskom fakultetu, na odseku za matematiku i fiziku. Dvogodišnje poslediplomske studije u Lenjingradu upisala je 1946. godine.
Karijeru je započela kao asistentkinja-istraživačica u Institutu za nuklearne nauke u Vinči, gde je radila od 1949. do 1956. godine. Doktorske studije je završila 1956. godine na Prirodno-matematičkom fakultetu u Beogradu, gde je sledeće godine postala docentkinja. Jedno vreme je bila šefica Katedre za fiziku, a na čelo Odseka za visoku energiju Instituta za fiziku došla je 1962. godine.
Objavila je niz značajnih radova iz oblasti atomske i nuklearne fizike, a njen najznačajniji doprinos je otkriće hiper jezgra helijuma 8. Ovo njeno otkriće je doprinelo razvoju tzv. standardnog modela elkementarnih čestica koji objašnjava delovanje osnovnih sila u prirodi.